# Wooo

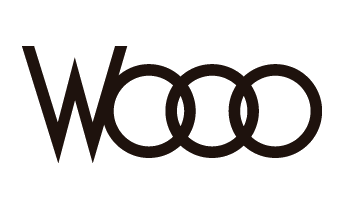
「Wooo」のロゴ

Wooo（ウー）とは日立コンシューマ・マーケティング リビングサプライ社 が発売していた液晶テレビのブランド名。かつては日立コンシューマエレクトロニクス（当初は日立製作所）が展開するデジタルAV機器の総称ブランドであった。

## 概要
Woooに込められた意味は、美に対する無意識的な感嘆の発声としての「ウー」と驚きがある、世界の新しい基準である、高い価値があるという意味の英単語の「Wonder」「World standard」「Worthwhile」の3つの‘Wo～’という2つの意味から成る造語で、2001年8月からスタートした。
当初は、日立製作所が設計・製造・生産する大画面のプラズマテレビをメインに据え、それ以外の比較的小型の機種では自社設計・生産およびOEMを含めた液晶テレビといった薄型テレビの総称として付与されていたが、やがてハイビジョンHDD/DVDレコーダー・DVD/ブルーレイ/HDDビデオカメラ・家庭向けプロジェクター・デジタルチューナー・ワンセグ対応携帯電話などの商品にもWoooブランドが付与され、日立デジタルAV製品の総称としてラインナップを拡大していった。
しかし、各製品とも市場のライバル製品と比べて先行する機能/性能に乏しかったことに加え、プラズマテレビ市場の衰退や自社開発のDVDレコーダーにおける品質問題によって取り巻く環境が著しく悪化し、設計・製造・生産から全て撤退。2012年4月より、日立コンシューマ・マーケティング リビングサプライ社によるOEM供給製品の販売に切り替わり、国内の日立チェーンストールで発売する液晶テレビ、およびブルーレイレコーダーに本ブランド名が用いられていた。
2018年9月25日、日立コンシューマ・マーケティングおよび日立アプライアンスとソニーマーケティングが、国内家電市場での包括的な業務提携で合意。これにより、日立チェーンストールで正規に取り扱う音響・映像機器は、2018年10月中旬から液晶テレビ「ブラビア」を皮切りに順次ソニー製品へ切り替わることとなり、Woooブランドの液晶テレビは2018年10月9日までに販売を終了した。また、残るWoooブランドのBDレコーダー「DVL-BRT20」も在庫品限りで販売終了となり、これを以て17年間に渡るWoooブランドはもとより、国内における日立デジタルAV機器の歴史に幕が下ろされた（「Lo-D」ブランドで展開していた日立のオーディオ製品も2018年限りで販売終了した）。
なお、日立チェーンストールにおけるソニー製品の扱いは、日立のホームページでソニーの商品ページへ誘導するなどの斡旋活動はせず、あくまでも店頭レベルで展示/販売したり、カタログを置くといった一般的な量販店と同様の販売形態となっている。また、日立チェーンストールを統括する・日立グローバルライフソリューションズ発行の総合カタログ「フラメール」も、2018年秋冬号から液晶テレビの掲載が無くなり、日立として液晶テレビの取り扱いが無くなっている。また店舗によってはパナソニック「ビエラ&ディーガ」・シャープ「アクオス」を併売する場合もある（オーディオもソニー製品が主軸となっているが、価格帯やモデルミックスのバランスに偏りがあり、独自にパナソニック・東芝エルイートレーディング・小泉成器・オーム電機・朝日電器製品を併売する店舗もあり）。
「日立（HITACHI）」・「ソニー（SONY）」両ブランドの地デジ及びBS110度CSアンテナは（ブースターなどの周辺部品も含め）既に販売を終了しており、日立チェーンストール各店で取り扱うアンテナとその周辺部品はマスプロ電工・日本アンテナ・DXアンテナなどの他社製品に切り替わっている。

## CM
- 2001年夏と秋のプラズマテレビは伊東美咲がCMに出演していた。（その後、2007年秋以降より同社のWoooケータイのCMに出演している。）2005年秋以降、どの機器もすべて黒木瞳がCMに出演していたが、2007年12月に発売した超薄型液晶のUTシリーズは長瀬智也（当時はTOKIO）をイメージキャラクターに起用。2009年春からは同社の企業CMにも出演している佐藤浩市、6月以降より眞鍋かをりが、12月以降から眞鍋に加えて加藤清史郎もCMキャラクターとして起用されていたが、現在は佐藤浩市の単独起用に戻っている。なお、TBS系『世界・ふしぎ発見!』の放送時間中では、レギュラー解答者の黒柳徹子やミステリーハンターの竹内海南江が出演している特別バージョンが放映されていた。
- しかし、日立製作所がTV及びBD/DVDレコーダー自社生産より撤退し、販売元がグループ会社である日立リビングサプライ（現在の日立コンシューマ・マーケティング リビングサプライ社）によるOEM供給に移管されると、CM放映をはじめとする一切の宣伝活動が中止され、結局Woooブランド終了までCMが再び製作されることは無かった。

## テレビ

### 概要
派手な見栄えの良さを追求するパナソニックとは逆で、落ち着いた階調感のある絵作りが特徴。32インチモデルの液晶パネルは以前から同社製の高品質なものを使用しており、2006年モデルからはIPSアルファテクノロジ製のIPSαパネルに切り替わった。同パネルはパナソニック製液晶テレビ（VIERA）にも採用されている。
プラズマテレビには独自のALISパネル（01モデルまで）を使用している。ALISパネルは電極を偶数奇数ライン交互の発光に使用することで電極数を減らし、相対的に発光体数と開口率を大きく取ることができるため高輝度、高解像度を出しやすいのが特徴。またその原理的にプラズマパネルの弱点である焼付現象が比較的少ない。
iVポケットを持つ機種は内蔵HDDを持たない場合であってもHDDレコーダーの機能は備えており、別売のiVDRをiVポケットに挿入することでテレビ単体での番組録画が可能になる。iVDRにはセキュア（著作権保護技術）対応のiVDR-Secure（iVDRS）と非対応のiVDRとがあり、iVDRを使用した場合は地上デジタル放送等のコピー・ワンス放送を録画することができない。
プラズマ液晶とも×R01と同じような機種名だがプラズマの場合「P→インチ数→シリーズ名→数字」と、液晶は「L→インチ数→シリーズ名→数字」とプラズマならP、液晶ならLというような品番になっている。
生産は岐阜県美濃加茂市にある日立情映テック岐阜工場で行われていたが、テレビの自社生産は2012年9月30日限りで終了。以後のHITACHIブランドTV製造は、当初中国系海外メーカーへの委託ののち、最終モデルは三菱電機製のOEMへと変わっている。
GP08シリーズを最後にプラズマテレビが現行ラインナップからなくなり、液晶テレビのみのラインナップとなった。これにより、公式サイトである「WoooWorld」は2012年10月のサイトリニューアルにより、日立リビングサプライ（現在の日立コンシューマ・マーケティング リビングサプライ社）の運営となった。また専用壁掛け金具・汎用TV台・「Woooリンク」対応ホームシアターシステムの自社生産は行っていないため、それらはドリームワールド及びヤマハより供給を受けている（「Wooo」カタログにも掲載。ホームシアターシステムについてはパナソニック製「ラックシアター」・「シアターバー」・「シアターボード」・「サウンドボード」との組み合わせも可。2010年以降モデルは「ARC=オーディオリターンチャンネル」対応なので「Wooo」2010年以降モデルと組み合わせる場合は光デジタルケーブル接続不要）。
「Woooケータイ」を除いたポータブル地デジ&ワンセグTVの自社生産は行っていないため、日立チェーンストールには「お部屋ジャンプリンク」に対応したパナソニック製「プライベートビエラ」が主に供給されている。さらに据え置き薄型テレビについても「Wooo」はラインナップが往時より減り、特に4K対応Woooは「L65-Z2」と「
L55/L49-ZP3」のみであるため、日立チェーンストールの中には他社4Kモデルを併売する店舗も多い。

### 過去の製品の概要
2005年春までのプラズマ・液晶テレビでは、大手メーカーでは唯一チューナーセパレートタイプ（モニターと専用チューナーボックスを別売、またはセット販売）が特徴であった。一部機種ではチューナーボックスにHDDレコーダーやDVDレコーダー機能を統合しており、2006年以降に大きなトレンドとなったテレビ・レコーダー間の連携（ビエラリンク・AQUOSファミリンク等）を先取りした製品であった。
2005年秋の新製品から市場のニーズに合わせて一体型に変更した。一部モデルはテレビ本体にハードディスクを内蔵しており、「録画もできるプラズマ」がキャッチコピーだった。自社のDVDレコーダーへのムーブも可能となっている（この点は後述）。
2007年4月には、業界初となるiVDR（着脱可能な2.5インチHDD）拡張スロットを録画用に内蔵（3.5インチHDDとは別に搭載）したプラズマテレビ・液晶テレビを発売。キャッチコピーは「今度のWoooは世界初」。
2007年12月には、製品化された液晶テレビとしては最も薄い（発売当時。2008年2月、AQUOS XJシリーズが薄さ34mmで記録を更新した）35ミリメートル（最薄部）のWooo UTシリーズを発売。再びチューナーセパレートタイプとなった。ディスプレイ部とチューナー部は別売オプションを使って無線で接続することも可能である。
2008年春モデル（02シリーズ）では普及モデルには現行ハイビジョン放送の1080iの放送形式を水平方向に関しては画素変換せずにそのままを映すことの出来る1080HDブラックパネル、上位モデルにはフルハイビジョンと呼ばれる1080フルHDブラックパネルを使用している。パネルを宮崎県の日立プラズマディスプレイ宮崎事業所で生産していることもあり、宮崎県知事・東国原英夫（当時）の会見などでもよく目にする。県知事自身も自宅にWoooを購入する際、自身のブログなどにも記載し話題になった。
2009年春モデル（03シリーズ、UT800シリーズ）ではプラズマテレビはパネルの自社生産からパナソニックからの供給（パネルの供給のみでその他の部品生産、組み立ては自社）へ変更。UTシリーズ並びに37インチ以上のテレビはすべてHDD内蔵・iVポケット搭載・アクトビラ対応となり、HDD非内蔵・iVポケット非搭載・アクトビラ非対応機種は32インチ以下（32インチのHDD内蔵・iVポケット搭載・アクトビラ対応機種はある）のみとなる。なお、このモデルから01シリーズ、02シリーズに搭載された運転点灯のブルーライトはこの03シリーズから従来のグリーンになった。UT800シリーズに対してはテレビ部分のロゴ下のブルーライトは外している。(UT800シリーズのモニターのみ搭載されている。)その代わりにインテリジェントオート高画質センサーが搭載される。日立プラズマディスプレイの宮崎事業所は太陽光発電の生産拠点として昭和シェル石油へ売却された。
UTシリーズには業務用としてチューナーレスモデル（BX700J・BH700J）も用意されている。

### ラインアップ
地上アナログ放送の停波を見据え、XP07シリーズ、HP07シリーズ、H07シリーズ（2011年発売モデル）より地上アナログチューナー非搭載である。

#### 日立リビングサプライ → 日立コンシューマ・マーケティング リビングサプライ社時代（Woooブランド終了時まで）
日立リビングサプライへの移管後は液晶モデルのみの設定で、一部のシリーズを除き三菱電機「REAL」のOEMであった。またSDカードスロットは2018年モデルでも「SDHCカードまでの対応」で、より大容量の「SDXCカード」はGP3シリーズのみの対応であった（A5シリーズは「USB端子に市販のSDカードリーダーを繋ぐ」形によるSDカード対応）。
- 2018年モデル
  - L43-X5（4K UHD、USBハードディスク録画対応）
  - L32-GP35A・L43-GP35（1TB HDD内蔵）
- 2017年モデル
  - L49-ZP5・L55-ZP5（4K UHD）
  - L19-A5・L24-A5・L32-A5・L40-A5（USBハードディスク録画・SDメモリーカードリーダー対応）
- 2016年モデル
  - L49-ZP3・L55-ZP3（4K UHD、USBハードディスク録画対応）
- 2015年モデル
  - L32-GP3・L43-GP3・L49-GP3・L55-GP3（1TB HDD内蔵、カセットHDD(要アダプター)録画対応）
  - L32-H3・L43-H3・L49-H3
  - L24-A3（USBハードディスク録画対応・SDカードスロット非搭載）
- 2014年モデル
  - L65-Z2（4K UHD・USBハードディスク録画対応・パナソニック製ビエラ2013年モデル「TH-L65WT600」のOEM）
  - L32-G2・L42-G2・L47-G2・L55-G2（USBハードディスク/カセットHDD(要アダプター)録画対応・3D対応(L47-G2のみ)・アクトビラ/Wooonet対応）
    - L32G2-HDD SET・L42G2-HDD SET・L47G2-HDD SET・L55G2-HDD SET（専用マウンター・iVDRアダプター・ポータブル外付けUSBハードディスク・USBケーブル2本を同梱した録画キット付セット、日立チェーンストール向けモデル）

  - L32-H2（USBハードディスク録画対応・アクトビラ/TSUTAYA TV対応）
  - L19-N2・L23-N2・L29-N2・L39-N2・L50-N2（USBハードディスク録画対応）
- 2013年モデル
  - L32-C2（D4入力端子・光デジタル音声出力端子非搭載、ARC(オーディオリターンチャンネル)非対応）
- 2012年モデル
  - L42-GP1・L47-GP1・L55-GP1（500GB HDD内蔵・iVポケット搭載・3D対応・アクトビラ/Wooonet対応）
  - L26-K1・L32-K1（USBハードディスク/カセットHDD(要アダプター)録画対応・アクトビラ（ダウンロード型サービス非対応）/Wooonet対応）
  - L19-N1・L29-N1・L39-N1・L50-N1（USBハードディスク録画対応）
  - L32-C1

#### 日立製作所 → 日立コンシューマエレクトロニクス時代
2002年～2004年に発売されたモデルは一部の機種を除き、モニターとAVCステーションのセット品番は設けられていなかった。

##### 液晶
- 2012年モデル
  - L19-K09・L22-K09・L26-K09・L32-K09（アクトビラ（ダウンロード型サービス非対応）/Wooonet対応）
  - L22-HP09・L26-HP09（320GB HDD内蔵・iVポケット搭載・アクトビラ/Wooonet対応）
- 2011年モデル
  - L32-C06
  - L42-C07
  - L19-H07・L22-H07・L26-H07・L32-H07・L37-H07（アクトビラ（ダウンロード型サービス非対応）/Wooonet対応）
  - L22-HP07・L26-HP07・L32-HP07（320GB HDD内蔵・iVポケット搭載・アクトビラ/Wooonet対応）
  - L32-V09・L37-V09・L42-V09・L47-V09（アクトビラ（ダウンロード型サービス非対応）/Wooonet対応）
  - L26-XB07・L32-XB07・L40-XB07（三菱電機製「REAL BHR400シリーズ」のOEMモデル、HDD・Blu-ray Discドライブ内蔵）
  - L32-XP07・L37-XP07・L42-XP07（320GB HDD内蔵・iVポケット搭載・アクトビラ/Wooonet対応）
  - L32-XP700CS・L37-XP700CS（日立チェーンストール向けモデル）
  - L32-XP08・L37-XP08・L42-XP08（500GB HDD内蔵・iVポケット搭載・アクトビラ（ダウンロード型サービス非対応）/Wooonet対応）
  - L32-XP800CS・L37-XP800CS（日立チェーンストール向けモデル）
  - L46-S08（S-LED搭載、アクトビラ（ダウンロード型サービス非対応）/Wooonet対応）
- 2010年モデル
  - L32-C05
  - L19-H05・L22-H05・L26-H05・L32-H05（アクトビラ（ダウンロード型サービス非対応）/Wooonet対応）
  - L22-HP05・L26-HP05・L32-HP05（250GB HDD内蔵・iVポケット搭載・アクトビラ/Wooonet対応）
  - L32-XP05・L37-XP05・L42-XP05（320GB HDD内蔵・iVポケット搭載・アクトビラ/Wooonet対応）
  - L32-XP500CS・L37-XP500CS（日立チェーンストール向けモデル）
  - L37-ZP05・L42-ZP05（S-LED搭載、500GB HDD内蔵・iVポケット搭載・アクトビラ/Wooonet対応）
- 2009年モデル
  - L22-H03・L26-H03・L32-H03
  - L32-WP03（250GB HDD内蔵・iVポケット搭載）
  - L32-WP300CS（日立チェーンストール向けモデル）
  - L37-XP03・L42-XP03（250GB HDD内蔵・iVポケット搭載）
  - L37-XP035・L42-XP035（500GB HDD内蔵・iVポケット搭載）
  - L37-XP300CS（日立チェーンストール向けモデル）
  - UT32-XP800・UT37-XP800・UT42-XP800・UT47-XP800（超薄型タイプ、250GB HDD内蔵・iVポケット搭載）
- 2008年モデル
  - L32-HV02（iVポケット搭載）
  - L32-HV200CS（日立チェーンストール向けモデル）
  - L37-XV02・L42-XV02（iVポケット搭載）
  - UT32-HV700B/W/A/R（超薄型タイプ、iVポケット搭載）
  - UT37-XV700・UT42-XV700・UT47-XV700（超薄型タイプ、iVポケット搭載）
  - UT32-BH700JB/JW/JA/JR（法人向け超薄型タイプ）
  - UT37-BX700J・UT42-BX700J・UT48-BX700J（法人向け超薄型タイプ）
  - UT32-WP770B/W（超薄型タイプ、250GB HDD内蔵・iVポケット搭載）
  - UT37-XP770B/W・UT42-XP770B/W・UT47-XP770B/W（超薄型タイプ、250GB HDD内蔵・iVポケット搭載）
- 2007年モデル
  - L26-H01・L32-H01
  - L32-HR01（250GB HDD内蔵・iVポケット搭載）
  - L32-HR100CS（日立チェーンストール向けモデル）
  - L37-X01（iVポケット搭載）
  - L37-XR01（250GB HDD内蔵・iVポケット搭載）
- 2006年モデル
  - W26L-H90・W32L-H90
  - W32L-H9000・W37L-H9000
  - W32L-HR9000・W37L-HR9000（250GB HDD内蔵）
- 2005年モデル
  - W26L-H80
  - W26L-H80CS（日立チェーンストール向けモデル）
  - W32L-H8000・W37L-H8000
  - W32L-HR8000・W37L-HR8000（160GB HDD内蔵）
- 2004年秋モデル
  - U/V7000セット（27v型・32v型）
  - H7000セット（27v型・32v型）
  - HR7000セット（27v型・32v型、HDD搭載AVCステーション付属）
  - HRD7000セット（27v型・32v型、HDD+DVD搭載AVCステーション付属）
- 2003年モデル
  - W17-LC50・W20-LC3000・W23-LC50
  - U/V5000セット（28v型・32v型）
  - H5000セット（28v型・32v型）
  - HR5000セット（28v型・32v型、HDD搭載AVCステーション付属）
  - HW5000セット（28v型・32v型）

##### プラズマ
- 2011年モデル
  - P42-HP06（250GB HDD内蔵・iVポケット搭載・アクトビラ/Wooonet対応）
  - P42-XP07・P46-XP07・P50-XP07（320GB HDD内蔵・iVポケット搭載・アクトビラ/Wooonet対応）
  - P42-XP700CS（日立チェーンストール向けモデル）
  - P42-G07・P46-G07（パナソニック製「VIERA VT2シリーズ」のOEMモデル）
  - P42-GP08・P46-GP08・P50-GP08（500GB HDD内蔵・iVポケット搭載・アクトビラ/Wooonet対応）
- 2010年モデル
  - P42-HP05（250GB HDD内蔵・iVポケット搭載・アクトビラ/Wooonet対応）
  - P42-XP05・P46-XP05・P50-XP05（320GB HDD内蔵・iVポケット搭載・アクトビラ/Wooonet対応）
  - P42-XP500CS（日立チェーンストール向けモデル）
- 2009年モデル
  - P42-HP03（250GB HDD内蔵・iVポケット搭載）
  - P42-XP03・P46-XP03・P50-XP03（250GB HDD内蔵・iVポケット搭載）
  - P42-XP035・P46-XP035・P50-XP035（500GB HDD内蔵・iVポケット搭載）
  - P42-XP300CS（日立チェーンストール向けモデル）
- 2008年モデル
  - P37-HR02・P42-HR02・P50-HR02（250GB HDD内蔵・iVポケット搭載）
  - P37-HR200CS・P42-HR200CS（日立チェーンストール向けモデル）
  - P50-XR02（250GB HDD内蔵・iVポケット搭載）
- 2007年モデル
  - P37-H01・P42-H01・P50-H01
  - P42-HV01（iVポケット搭載）
  - P37-HR01・P42-HR01（250GB HDD内蔵・iVポケット搭載）
  - P37-HR100CS・P42-HR100CS（日立チェーンストール向けモデル）
  - P50-XR01・P60-XR01（250GB HDD内蔵・iVポケット搭載）
- 2006年モデル
  - W37P-H90
  - W37P-H9000・W42P-H9000
  - W37P-HR9000・W42P-HR9000（250GB HDD内蔵）
  - W50P-H10000
  - W50P-HR10000（250GB HDD内蔵）
  - W60P-XR10000（250GB HDD内蔵）
- 2005年秋モデル
  - W37P-H8000・W42P-H8000・W55P-H8000
  - W37P-HR8000・W42P-HR8000・W55P-HR8000（160GB HDD内蔵）
- 2004年秋モデル - 55v型はサイドスピーカータイプとアンダースピーカータイプがある。
  - U/V7000セット（32v型・37v型・42v型・55v型）
  - H7000セット（32v型・37v型・42v型・55v型）
  - HR7000セット（32v型・37v型・42v型・55v型、HDD搭載AVCステーション付属）
  - HRD7000セット（32v型・37v型・42v型・55v型、HDD+DVD搭載AVCステーション付属）
- 2004年春モデル - サイドスピーカータイプとアンダースピーカータイプがある。
  - U/V5500セット（55v型）
  - H5500セット（55v型）
  - HR5500セット（55v型、HDD搭載AVCステーション付属）
  - HW5500セット（55v型）
- 2003年モデル - 55v型はサイドスピーカータイプとアンダースピーカータイプがある。
  - U/V5000セット（32v型・37v型・42v型・50v型・55v型）
  - H5000セット（32v型・37v型・42v型・50v型・55v型）
  - W32-PDH10
  - HR5000セット（32v型・37v型・42v型・50v型・55v型、HDD搭載AVCステーション付属）
  - HW5000セット（32v型・37v型・42v型・50v型・55v型）
- 2002年モデル
  - W32-PD3000・W37-PD3000・W42-PD3000
  - W37-PDH1
  - W32-PDH3000・W37-PDH3000・W42-PDH3000・W50-PDH3000
  - W32-PDW3000・W37-PDW3000・W42-PDW3000（インターネット対応モデル）

### Woooを名乗らないテレビ（日立リビングサプライ扱い）
液晶テレビのうち、03シリーズのHDD非内蔵機種（L32-H03、L26-H03、L22-H03）並びにその他の23V型以下は日立リビングサプライ扱いのものである。一部にパナソニックのOEMで日立リビング扱いのものもある。
日立リビングサプライでも「Wooo」シリーズ名義の03シリーズやK09シリーズがあるが、それを除く日立リビングサプライ扱い品とパナソニックからのOEM品はWoooを名乗っていない。また、品番がPMTで始まる業務用（教育市場向け）プラズマテレビもWoooを名乗っていない。
なお、Woooを名乗らない日立リビングサプライ扱いのテレビは全機種生産を終了している。
- 2010年発売
  - 19L-S850LT - パナソニック製「VIERA」TH-L19C2のOEM機種。
- 2009年発売
  - 19L-S510
  - 16L-X700
  - 19L-X500
  - 17L-750LT - パナソニック製「VIERA」TH-L17C1のOEM機種。
  - 20L-750LT - パナソニック製「VIERA」TH-L20C1のOEM機種。
- 2008年発売
  - 15L-S500
  - 19L-S500
  - 20L-510LT
  - 20L-550LT - パナソニック製「VIERA」TH-20LX80のOEM機種。
  - 23L-500LT
- 2007年発売
  - 15LCD-S5
  - 20LCD-H5 - パナソニック製「VIERA」TH-20LX70のOEM機種。
  - 23LCD-H5 - パナソニック製「VIERA」TH-23LX70のOEM機種。
  - 20LCD-H50 - LG電子製。
  - 23LCD-H50 - LG電子製。
- 2006年発売
  - DVL-7TV - DVDプレーヤー内蔵型
  - 15LCD-3
  - 23LCD-1A
  - 20LCD-H3 - パナソニック製「VIERA」TH-20LX60のOEM機種。
  - 23LCD-H3 - パナソニック製「VIERA」TH-23LX60のOEM機種。
- 2005年発売
  - 15LCD-1
  - 23LCD-1 - LG電子製。
  - 19LCD-H1 - パナソニック製「VIERA」TH-19LX50のOEM機種。
  - 23LCD-H1 - パナソニック製「VIERA」TH-23LX50のOEM機種。
- 2004年発売
  - 14LCD-1
  - 20LCD-1 - LG電子製。

## デジタルビデオカメラ（日立製作所時代）
DVDビデオカメラはパナソニックと共同開発をすすめ、2000年に世界初の製品化にこぎつけた。生産は日立が担当し、2005年までOEMでパナソニックに供給していた。この時の名称は「DVD CAM」であった。
2006年8月30日には8GBの1インチハードディスクドライブ（マイクロドライブ）とDVDの両方を搭載し、民生用として世界初のハイブリッドビデオカメラを独自に開発・発売した。この時の名称は「HYBRID CAM」であった。
2007年8月には世界初のBlu-ray Disc搭載のビデオカメラを発売。30GBのHDDとBDドライブのハイブリッドモデルとBDドライブのみの2モデルをラインナップ。この頃からブランド名に「Wooo」を用い始めた。
2008年1月には60GBのHDDとBDドライブのハイブリッドモデルを発売。また、同時期にハイビジョン対応のHDD単体モデルも発売した。本製品の光学系システムはこれまでの自社設計を止め、パナソニックのメカニズムが採用された。このため、これまで弱いとされてきた手振れ補正の強化と小型化が図られ、映像のクオリティも格段に進化した。しかしこの頃の市場のトレンドは、既に大容量の内蔵メモリーまたはSD等のカードメディアのハイブリッド方式に移行し始めており、結果的に販売は低迷。結局BDビデオカメラ市場が形成されないまま、2009年6月いっぱいでビデオカメラの生産を終了し、10月をもって販売終了となった。
インターネットのWooo ビデオカメラページは、過去発売されていた製品情報とサポート情報の提供ページとして運用されている。

### ラインアップ
以下は全て過去の機種。「Wooo」ブランドの機種を列挙する。

#### フルハイビジョン対応ブルーレイモデル
- DZ-BD7H（30GB HDD内蔵・約530万画素CMOS）
- DZ-BD10H（30GB HDD内蔵・約700万画素CMOS）
- DZ-BD70（HDDなし・約530万画素CMOS）
- DZ-BD9H（60GB HDD内蔵・約530万画素CMOS）

#### フルハイビジョン対応ハードディスクモデル
- DZ-HD90（60GB HDD内蔵・約530万画素CMOS）

#### ハイブリッド（DVD+HDD）モデル
- DZ-HS803（8GB HDD内蔵・約331万画素CCD）
- DZ-HS903（30GB HDD内蔵・約331万画素CCD）
- DZ-HS303（8GB HDD内蔵・約331万画素CCD）
- DZ-HS401（8GB HDD内蔵・約133万画素CCD）
- DZ-HS403（8GB HDD内蔵・約331万画素CCD）
- DZ-HS503（30GB HDD内蔵・約331万画素CCD）

#### DVDモデル
- DZ-MV350（約68万画素CCD）
- DZ-MV380（約102万画素CCD）
- DZ-MV550（約68万画素CCD）
- DZ-MV580（約102万画素CCD）
- DZ-MV730（約68万画素CCD）
- DZ-MV780（約133万画素CCD）
- DZ-GX20（約212万画素CCD）
- DZ-GX25M（約212万画素CCD）
- DZ-GX3100（約133万画素CCD）
- DZ-GX3200（約212万画素CCD）
- DZ-GX3300（約331万画素CCD）
- DZ-GX5300（約331万画素CCD）

## BD/DVDレコーダー
かつて早くからデジタル放送を重視する姿勢を示し、DVDレコーダーにおいては2005年には他社に先駆けて地上・BS・110度CS全対応ダブルデジタルチューナー搭載モデルを発表、2007年9月まで販売していた。また他社に先駆けて1TB（1000GB）のHDDを搭載したモデルを発売し、市場にインパクトを与えた。
もともとはDVD-RAM陣営でパナソニックからOEM供給を受けていたが、Wooo展開後はDVD-RAMとDVD-RWの両方の録画再生に対応していた（ただし日本ビクター製品と同様、カートリッジタイプのDVD-RAMはカートリッジから出す必要がある）。DVD-R DL（2層記録のメディア）は録画も再生もできなかった（ROM化したディスクでは再生できる場合もあるが、メーカーの動作保証対象外である。グループ会社の日立マクセルはDVD-R DLのメディアを生産している）。内蔵HDDに、グループ企業である日立グローバルストレージテクノロジーズの製品を採用していることもアピールポイントだった（赤いステッカーに「hard drive by HITACHI」の文字があった）。
2005年に世界で初めてダブルデジタルチューナー搭載モデルを投入、デザイン変更などのマイナーチェンジを繰り返しながら2007年9月まで販売していた。キャッチコピーは「ザ・ダブル地デジ」。当時のシャープ製レコーダーと違い、地上デジタルに限らずBSデジタルや110度CSデジタル放送の2番組同時録画も可能であるほか、1枚のB-CASカードで有料デジタル放送の2番組同時録画も可能であるのも大きな利点であった。このモデルのハイエンド機で1TB HDD搭載機があった。なお、予約録画についてはデジタル放送のEPGのみを搭載し、GガイドやADAMS-EPGも搭載していないため、地上アナログ放送の録画予約には使用できない。また、自社開発のシステムが非常に不安定で、DVDレコーダー生産終了後も不具合修正のファームウェア更新を幾度も行っている。
2007年9月をもってDVDレコーダーの自社開発/生産から撤退し、2007年10月発売のWooo「Hシリーズ」より三菱電機/船井電機の共同開発モデル「楽レコ」（製造名義は船井電機）のOEM供給を受けて販売。この「楽レコ」は、DVD-RW陣営の商品であるため、DVD-RAM陣営である日立のDVDレコーダーでありながらDVD-RAMの録画ができない（再生は可能）。また、日立のDVDレコーダーで唯一、初回ロットからダビング10に対応したシリーズでもある（初期モデルは衛星アップデートで対応）。リモコンの形状とHDDの容量がオリジナルと異なるが、独自の機能はなくユーザーインターフェースも楽レコそのものである。本商品は家電量販店の店頭にはほとんど並ばず、日立チェーンストールを中心に販売された。その後2008年8月には在庫限りとなり、2009年4月に販売終了。後継機の発表は無く、日立はDVDレコーダー市場から事実上撤退した。
なおBlu-ray Discレコーダーに関しては、自社開発商品を2006年頃まで展示会等で参考出品していた（この頃の展示機のPOPには2007年発売予定と書かれていた）。しかし、前述のDVDレコーダー自主開発/生産からの撤退に伴い開発を中止した。
その後、2008年7月にパナソニックの「ブルーレイディーガ」のOEMである「DV-BH250」で市場に参入したが、日立チェーンストールのみの販売であったことと、OEM元のパナソニックからの供給量が少なかったことなどから実際には殆ど市場に流通せず、2009年1月には早くも販売終了した。
2009年6月にパナソニックのOEM品である「DVL-BR9」を発売したが、従来機種との違いは日立製作所から子会社の日立リビングサプライ扱いとなったことである。それ以後もモデルチェンジを繰り返しているが、これらはWoooの録画対応テレビユーザー向けの斡旋品といった性格が強く、日立公式サイトでの発売告知はせずに日立チェーンストールでのみ販売している。ちなみに、DIGAのベースモデルとの差異は、ドアホン録画機能、一部ネット機能、アニメモード等がWoooでは省かれている点である。
2012年12月現在、インターネットのWooo DVDレコーダーサイトは、過去発売されていた製品情報とサポート情報の提供ページとして運用されている。
なお日立チェーンストール向けBDレコーダー（パナソニック「DIGA」のOEM）を供給していた日立リビングサプライは、DVL-BRT12を最後に2012年限りでBDレコーダー供給を一旦終了。2013年以降、日立チェーンストールへ供給されるBDレコーダーは本家であるパナソニック「DIGA」と関連会社「日立マクセル」製「アイヴィブルー」へと変わっていた。
しかし、2017年8月をもって「マクセル」製のBDレコーダー「アイヴィブルー」が在庫品限りで終了。後継機種の発表が無く、事実上撤退となったことから、2017年9月より日立コンシューマ・マーケティング（旧日立リビングサプライを吸収合併した存続会社）が、再びパナソニックからOEM供給を受け、ブルーレイDIGAベースに日立オリジナル仕様とした「DVL-BRT20」を発売。5年ぶりにWoooブランドのBDレコーダーラインナップが復活していた。

### ラインアップ

#### 日立コンシューマ・マーケティング リビングサプライ社時代（Woooブランド終了時まで）

##### HDD内蔵ブルーレイディスクレコーダー
上記の通り日立コンシューマ・マーケティング扱いで、パナソニック製ブルーレイDIGAのOEMモデル。
- DVL-BRT20 - パナソニックブルーレイレコーダーDIGAベースの日立オリジナル仕様（ディーガ2016年秋冬モデル「DMR-BRW1020」のOEM）。

#### 生産完了機種
「Wooo」ブランドの機種を列挙する。

##### ハイビジョンHDD/DVDレコーダー
- DV-DH160
- DV-DH161T/DH250T/DH400T
- DV-DH160W/DH250W/DH500W/DH1000W
- DV-DH160D/DH250D/DH500D/DH1000D
- DV-DH250S/DH500S/DH1000S
- DV-DH250VH（VHSビデオ一体型）/DH500H/DH500VH（VHSビデオ一体型）

##### HDD内蔵DVDレコーダー
- MS-DS250/DS400
- DV-DS160

##### VHSビデオ一体型DVDレコーダー
- DV-RV7000

##### DVD単体レコーダー（HDDなし）
- DV-RX7000

##### HDD内蔵ブルーレイディスクレコーダー
上記の通り日立リビングサプライ扱い（DV-BH250は日立コンシューママーケティング扱い）で、パナソニック製ブルーレイDIGAのOEMモデル。
- DV-BH250 - DMR-BW700ベース。
- DVL-BR9 - DMR-BW750ベース。
- DVL-BR10 - DMR-BW770ベース。
- DVL-BRT11 - DMR-BWT500ベース。

## デジタルチューナー（日立製作所時代）
2007年11月に、Woooブランドの地上・BS・110度CSデジタルチューナー「IV-R1000」を発売した。このチューナーはiVポケットを2個搭載しており、チューナーでありながらiVDR-Sでの録画・再生を可能にした、いわゆるレコーダー的な役割も備えている。
主にiVポケット付のテレビで録画したiVDRを別のテレビで再生するときに利用することを想定しているが、もちろんチューナー単体でiVDR-S方式の録画や再生も出来る。またiVポケットが2個あるため、iVDRで録画中にもうひとつのiVDRを使って再生することも可能である（同時録画は不可）。

## 家庭向けプロジェクター（日立製作所時代）
- PJ-TX10J
- PJ-TX100J（ハイビジョン対応）
- PJ-TX200J（ハイビジョン対応）

## 競争他社製品
※主に薄型テレビのブランド
- AQUOS（シャープ）
- BRAVIA（ソニー）
- VIERA（パナソニック）
- CINEMA 3D（LGエレクトロニクス）
- REAL（三菱電機）
- KURO、ELITE（パイオニア）
- EXE（日本ビクター）
- Plasmavision、AVIAMO（富士通ゼネラル）
- VIZON、CAPUJO（三洋電機）
- REGZA (東芝 / TVS REGZA)